# Liste des gratte-ciel d'Astana
Depuis la construction des Astana Twin Towers en 1998, 46 immeubles de  100 mètres de hauteur et plus ont été construits à Astana, la capitale du Kazakhstan, ce qui fait d'Astana la ville d'Asie centrale ou il y a, de loin, le plus de gratte-ciel.

Peking Palace

En avril 2016 la liste des immeubles d'au moins 100 mètres de hauteur y est la suivante d'après Emporis 
| Rang | Nom                            | Hauteur | Étages | Année |
| ---- | ------------------------------ | ------- | ------ | ----- |
| 1    | Emerald Towers 1               | 210 m   | 45     | 2012  |
| 2    | Northern Lights 1              | 176 m   | 42     | 2008  |
| 3    | Kazakhstan Railways Building 2 | 175 m   | 40     | 2009  |
| 4    | Grand Alatau 1                 | 159 m   | 38     | 2007  |
| 5    | Emerald Towers 2               | 155 m   | 37     | 2011  |
| 5    | Northern Lights 2              | 155 m   | 37     | 2008  |
| 5    | Kazakhstan Railways Building 1 | 155 m   | 37     | 2009  |
| 8    | Transport Tower                | 150 m   | 34     | 2003  |
| 9    | Grand Alatau 3                 | 144 m   | 43     | 2009  |
| 10   | Triumph of Astana              | 142 m   | 39     | 2006  |
| 11   | Highvill Astana Block C1       | 134 m   | 32     | 2014  |
| 11   | Highvill Astana Block C2       | 134 m   | 32     | 2014  |
| 11   | Northern Lights 3              | 134 m   | 32     | 2010  |
| 14   | Capital                        | 126 m   | 30     | 2008  |
| 14   | Grand Astana Block C1          | 126 m   | 30     | 2009  |
| 14   | Grand Astana Block C2          | 126 m   | 30     | 2009  |
| 14   | Grand Astana Block C3          | 126 m   | 30     | 2009  |
| 18   | Peking Palace                  | 121 m   | 25     | 2009  |
| 19   | Marriott Hotel                 | 117 m   | 28     | 2014  |
| 19   | Two at Water-Green Boulevard   | 117 m   | 28     | 2011  |
| 19   | Grand Alatau 2                 | 117 m   | 28     | 2007  |
| 22   | Highvill Astana Block E1       | 113 m   | 27     | 2015  |
| 22   | Astana Twin Towers I           | 113 m   | 27     | 1998  |
| 22   | Astana Twin Towers I           | 113 m   | 27     | 1998  |
| 25   | Altyn Uya I                    | 109 m   | 26     | 2014  |
| 25   | Altyn Uya II                   | 109 m   | 26     | 2014  |
| 25   | Orbita I                       | 109 m   | 26     | 2013  |
| 25   | Orbita II                      | 109 m   | 26     | 2013  |
| 25   | Highvill Astana Block E2       | 109 m   | 26     | 2015  |
| 30   | Abaya Prospekt 92/1            | 105 m   | 25     | 2010  |
| 30   | Abaya Prospekt 92/2            | 105 m   | 25     | 2010  |
| 30   | Abaya Prospekt 92/3            | 105 m   | 25     | 2010  |
| 30   | Baykonur I                     | 105 m   | 25     | 2010  |
| 30   | Baykonur II                    | 105 m   | 25     | 2010  |
| 30   | Baykonur III                   | 105 m   | 25     | 2010  |
| 30   | Sana Towers                    | 105 m   | 25     | 2010  |
| 30   | Simphony II                    | 105 m   | 25     | 2008  |
| 30   | Moskva_Park                    | 105 m   | 25     | 2009  |
| 39   | Astana Media Center            | 100 m   | 24     | 2011  |
| 39   | Altyn Gasyr                    | 100 m   | 24     | 2010  |
| 39   | Aigerim                        | 100 m   | 24     | 2012  |
| 39   | Lazurny Kvartal 3              | 100 m   | 24     | 2011  |
| 39   | Mazhilis Building              | 100 m   | 22     | 2004  |
| 39   | Khan Shatyr Residences 2       | 100 m   | 24     | 2012  |
| 39   | Kempinsky Residences Jeruyik 1 | 100 m   | 24     | 2009  |
| 39   | Kempinsky Residences Jeruyik 2 | 100 m   | 24     | 2009  |